# Deep Strike
Deep Strike è un videogioco pubblicato nel 1986 per ZX Spectrum, Amstrad CPC e Commodore 64 dalla Durell Software, in cui si pilota un biplano della prima guerra mondiale in un paesaggio tridimensionale.

## Modalità di gioco
Il giocatore pilota un aereo da caccia che ha il compito di scortare i bombardieri in missione per distruggere un deposito nemico. Si hanno a disposizione quattro bombardieri, che entrano in gioco man mano che il precedente viene abbattuto. La visuale è in prima persona dalla cabina del biplano, ma oltre a pilotare il biplano e sparare con le sue doppie mitragliatrici, il giocatore controlla in parte anche il bombardiere, che cerca di volare sempre di fronte al biplano e sgancia bombe quando lo comanda il giocatore. Un indicatore sul cruscotto mostra in che direzione si trova l'obiettivo, se si devia dalla rotta si incontra molto fuoco nemico oltre a sprecare carburante. Si può anche consultare una mappa che mette in pausa il gioco.
I nemici includono vari tipi di caccia, palloni aerostatici da evitare e artiglieria a terra, ma il giocatore deve stare anche attento a non sparare al proprio bombardiere.
Nella versione Commodore 64 il tema musicale è la marcia del film 1941 - Allarme a Hollywood, arrangiata da Rob Hubbard.